# Plagiolepis pictipes
Plagiolepis pictipes är en myrart som beskrevs av Santschi 1914. Plagiolepis pictipes ingår i släktet Plagiolepis och familjen myror. Inga underarter finns listade i Catalogue of Life.